# Kolkhede
Kolkhede, Kolkærhede (dansk) eller Kolkerheide (tysk) er en landsby og kommune beliggende halvvejs mellem Flensborg og Husum på Midtsletten i det centrale Sydslesvig. Administrativt hører kommunen under Nordfrislands kreds i den nordtyske delstat Slesvig-Holsten. Den samarbejder på administrativt plan med andre kommuner i omegnen i kommunefællesskab Midterste Nordfrisland (Amt Mittleres Nordfriesland). I kirkelig henseende hører Kolkhede under Joldelund Sogn. Sognet lå i Nørre Gøs Herred (Bredsted Amt), da Slesvig var dansk indtil 1864. På sønderjysk skrives bynavnet Kåldtjer'hie.
Kolkhede blev første gang nævnt i 1499. Stednavnet betyder Koldkærs hede og henviser til et koldt kær eller krat. Efter en anden forklaring står navnet i forbindelse med oldnordisk kol≈ kul. Navnet Kolkær kan dermed henvise til et kær, hvor der er blevet opgravet forkullede træstammer. Ved vejen fra Lyngsted til Bredsted er der flere koloniststeder fra 1800-tallet, som kaldes for Christianshøj (Christianshöhe). Nordøst for landsbyen ligger det cirka 16 ha store hedeområde Lyngsted Sandbjerge (eller bare Sand). Pugmølle er første gang nævnt 1638. Til stedet knytter sig et folkesagn om en nisse (Nis Puk), der forhindrer et møllebyggeri. Forleddet er subst. puge for nisse (glda. pukæ, old. puki).